# Мечетлинский район
Мечетли́нский райо́н (баш. Мәсетле районы) — административно-территориальная единица (район) и муниципальное образование (муниципальный район) в её границах под наименованием муниципальный район Мечетлинский район (баш. Мәсетле районы муниципаль районы) в составе Республики Башкортостан Российской Федерации.
Административный центр — село Большеустьикинское.

## География
Район находится в северо-восточной части Башкирии, в нижнем течении реки Ай. С севера граничит с Красноуфимским округом и Артинским городским округом Свердловской области, с востока Белокатайским, с юга Кигинским, с запада Дуванским районами Башкирии.

### Природные условия
Территория района занимает часть Приайской увалисто-волнистой равнины. Характеризуется достаточно тёплым, достаточно влажным умеренно континентальным климатом. По территории района протекает река Ай с притоками Большим Иком, Иком, Лемеза, Ока. Почвы тёмно-серые лесные и оподзоленные чернозёмы. Леса состоят из дуба, сосны, берёзы, занимают около 20 % площади района. Имеются месторождения газа, суглинка, песка-отощителя, строительного песка, строительного камня, известняка, агрономических руд и известнякового туфа.

## Социально-экономическое положение
По совокупности социально экономических признаков Мечетлинский район отнесён к северо-восточной социально-экономической подсистеме.
Основная отрасль экономики: сельское хозяйство. Сельскохозяйственные угодья занимают 106,7 тыс. га, в том числе пашня — 83,7 тыс. га, пастбища — 19,2 тыс. га, сенокосы — 3,8 тыс. га. Специализация хозяйств: скотоводческо-зерновая с дополнительными отраслями: свиноводством, картофелеводством, пчеловодством.
В районе расположены республиканский детский санаторий «Мать и дитя» и бальнеогрязевой и питьевой санаторий «Карагай» .
Имеются месторождения газа (Устьикинское), суглинка (Кызылбаевское, Малоустьикинское), песка-отощителя (Кызылбаевское), строительного песка (Сальзигутовское), строительного камня (Большеустьикинское), известняка (Муслюмовское), агрономических руд (Азикеевское, Бартуковское, Большеустьикинское) и известнякового туфа (Мелекасское).
По территории района проходят автомобильные дороги Ачит — Кропачёво, Большеустьикинское — Новобелокатай. В районе 40 общеобразовательных школ, в том числе 13 средних, музыкальная школа и профессиональное училище в Большеустьикинском, 25 массовых библиотек, 42 клубных учреждения, центральная районная и три сельские участковые больницы. Издаётся газета на русском и башкирском языках «Мечетлинская жизнь» — «Мәсетле тормошо».

## История
Образован район 20 августа 1930 года как Дуван-Мечетлинский район c центром в селе Дуван-Мечетлино. Интересен тот факт, что наименование района написано по-разному в двух документах, датированных одной датой (20.08.1930 года). В постановлении ВЦИК РСФСР: Дуван-Мечетлинский, а в постановлении ЦИК и СНК БАССР: Мечетлинский. В 1932 году постановлением ВЦИК РСФСР за районом было закреплено наименование Мечетлинский, а райцентр перенесён в село Лемез-Тамак, с 1935 года райцентр — в селе Большеустьикинском. В 1930-е годы руководством района были предприняты безуспешные попытки переименовать район в Айский. 1 февраля 1963 года Белокатайский и Мечетлинский районы были объединены в один с названием Белокатайский и центром в селе Большеустьикинском. В 1965 году Мечетлинский район восстановлен в современных границах.
В прошлом населённые пункты района относились:
- к Дуванской волости: Дуван-Мечетли, Мечетли, Сатый (Новые Мечетли), Бурансы, Новый Бурансы, Гумер, Акын, Тукбай, Азангул, Мещер (Туктамыш), Новый Мещер, Яуш, Трубкильде, Ясин, Каранай, Таиш;
- к Упейской волости: Такя, Теляш, Ишале;
- к Малокущинской волости: Кызылбай (затем Большой и Малый);
- к Большекущинской волости: Бургатья, Мелекес, Сальзигут (Тюлекул), Буртак, Кутуш, Лемез-Тамак, Сабанак, Сулейман, Абдрахим (Медят), Аюп, Юнус, Тимеряк (Юнус)[5].

## Население
| 1939    | 1941    | 1959    | 1970    | 1979    | 1989    | 2002    | 2008    | 2009    |
| ------- | ------- | ------- | ------- | ------- | ------- | ------- | ------- | ------- |
| 29 111  | ↘26 592 | ↘26 300 | ↗28 069 | ↘25 406 | ↘23 408 | ↗25 604 | ↗26 312 | ↗26 426 |
| 2010    | 2012    | 2013    | 2014    | 2015    | 2016    | 2017    | 2018    | 2019    |
| ↘25 032 | ↘24 671 | ↘24 440 | ↘24 160 | ↘23 726 | ↘23 409 | ↘22 983 | ↘22 706 | ↘22 368 |
| 2021    |         |         |         |         |         |         |         |         |
| ↗22 633 |         |         |         |         |         |         |         |         |

Согласно прогнозу Минэкономразвития России, численность населения ожидается:
- 2024 — 21,17 тыс. чел.
- 2035 — 17,56 тыс. чел.

Численность населения района и районного центра в границах соответствующих лет (человек)
| Год  | Оба пола (район) | Мужчины | Женщины | Оба пола (райцентр) | Мужчины | Женщины |
| ---- | ---------------- | ------- | ------- | ------------------- | ------- | ------- |
| 1939 | 29111            | —       | —       | 2915                | —       | —       |
| 1941 | 26592            | 11832   | 14760   | 2616                | 1213    | 1403    |
| 1959 | 26300            | 11386   | 14914   | 3696                | 1625    | 2071    |
| 1970 | 28069            | 12677   | 15392   | 4452                | 2067    | 2387    |
| 1979 | 25406            | 11882   | 13524   | 5761                | 2967    | 2794    |
| 1989 | 23408            | 10901   | 12507   | 6347                | 2979    | 3368    |
| 2002 | 25604            | 12261   | 13343   | 7557                | 3562    | 3995    |
| 2010 | 25032            | 11982   | 13050   | 7839                | 3671    | 4168    |

### Национальный состав
Согласно Всероссийской переписи населения 2010 года: башкиры — 59,8 %, татары — 23,6 %, русские — 15,4 %, лица других национальностей — 1,28 %.
Национальный состав по переписям, (человек (доля от всего населения))
| Год  | Все население | башкиры         | татары         | русские        | другие       |
| ---- | ------------- | --------------- | -------------- | -------------- | ------------ |
| 1939 | 29111         | 14392 (49,44 %) | 7988 (27,44 %) | 6484 (22,27 %) | 247 (0,85 %) |
| 1959 | 26409         | 12536 (48,12 %) | 7654 (29,38 %) | 5711 (21,92 %) | 148 (0,57 %) |
| 1970 | 28012         | 13739 (49,05 %) | 8702 (31,07 %) | 5296 (18,91 %) | 275 (0,98 %) |
| 1979 | 25406         | 12866 (50,64 %) | 7372 (29,02 %) | 4900 (19,29 %) | 268 (1,05 %) |
| 1989 | 23406         | 12042 (51,45 %) | 6983 (29,83 %) | 4180 (17,86 %) | 201 (0,86 %) |
| 2002 | 25604         | 14961 (58,43 %) | 6052 (23,64 %) | 4252 (16,61 %) | 339 (1,32 %) |
| 2010 | 25032/24979   | 14926 (59,8 %)  | 5886 (23,6 %)  | 3845 (15,4 %)  | 322 (1,28 %) |

По итогам переписи населения 2020 года проживали следующие национальности (национальности менее 0,1 % и другое см. в сноске к строке «Другие»):
| Национальность | Численность, чел. | Доля     |
| -------------- | ----------------- | -------- |
| Башкиры        | 14 781            | 65,31 %  |
| Русские        | 3823              | 16,89 %  |
| Татары         | 3782              | 16,71 %  |
| Армяне         | 41                | 0,18 %   |
| Узбеки         | 33                | 0,15 %   |
| Другие         | 173               | 0,76 %   |
| Итого          | 22 633            | 100,00 % |

### Языковой состав
Согласно Всероссийской переписи населения 2010 года родными языками населения являлись: башкирский — 56,4 %, 
татарский — 24,1 %, русский — 18,4 %.
Согласно Всероссийской переписи населения 2020 года родными языками населения являлись: башкирский — 62,5 %, 
татарский — 18,4 %, русский — 18,2 %.

## Административное деление
В Мечетлинский район как административно-территориальную единицу республики входит 12 сельсоветов.
В одноимённый муниципальный район в рамках местного самоуправления входит 12 муниципальных образований со статусом сельского поселения:
| №     | Муниципальное образование    | Административный центр  | Количество населённых пунктов | Население (чел.) | Площадь (км²) |
| ----- | ---------------------------- | ----------------------- | ----------------------------- | ---------------- | ------------- |
| 1e-06 | Сельское поселение           |                         |                               |                  |               |
| 1     | Абдуллинский сельсовет       | деревня Абдуллино       | 3                             | ↘674             | 44,41         |
| 2     | Алегазовский сельсовет       | село Алегазово          | 9                             | ↘2586            | 217,29        |
| 3     | Большеокинский сельсовет     | село Большая Ока        | 3                             | ↘1236            | 184,38        |
| 4     | Большеустьикинский сельсовет | село Большеустьикинское | 4                             | ↘9508            | 272,16        |
| 5     | Дуван-Мечетлинский сельсовет | село Дуван-Мечетлино    | 6                             | ↘1410            | 124,04        |
| 6     | Кургатовский сельсовет       | деревня Кургатово       | 3                             | ↘461             | 62,82         |
| 7     | Лемез-Тамакский сельсовет    | деревня Лемез-Тамак     | 4                             | ↘1543            | 108,15        |
| 8     | Малоустьикинский сельсовет   | село Малоустьикинское   | 3                             | ↘1210            | 144,80        |
| 9     | Новомещеровский сельсовет    | деревня Новомещерово    | 4                             | ↘1091            | 74,69         |
| 10    | Новояушевский сельсовет      | деревня Новояушево      | 2                             | ↘786             | 46,58         |
| 11    | Ростовский сельсовет         | деревня Теляшево        | 3                             | ↘870             | 159,80        |
| 12    | Юнусовский сельсовет         | деревня Юнусово         | 5                             | ↘1331            | 117,55        |

### Населённые пункты
См. также статьи в Категории Исчезнувшие населённые пункты Мечетлинского района
В Мечетлинском районе 49 населённых пунктов.

| Большеустьикинское | ↗8591 |
| Алегазово          | ↗1341 |
| Большая Ока        | ↘1064 |
| Новомуслюмово      | ↘1063 |
| Азикеево           | ↘684  |
| Дуван-Мечетлино    | ↗681  |
| Нижнее Бобино      | ↗643  |
| Малоустьикинское   | ↘561  |
| Новояушево         | ↗550  |
| Новомещерово       | ↗526  |
| Абдуллино          | ↘510  |
| Лемез-Тамак        | ↘483  |
| Теляшево           | ↘479  |
| Сулейманово        | ↘472  |
| Юнусово            | ↗457  |
| Большекызылбаево   | ↘451  |
| Октябрьск          | ↘394  |

| Сабанаково      | ↘391 |
| Кутушево        | ↘361 |
| Старомещерово   | ↗361 |
| Таишево         | ↗343 |
| Аюпово          | ↗342 |
| Такино          | ↗331 |
| Азангулово      | ↗326 |
| Абдрахимово     | ↗324 |
| Средняя Ока     | ↘319 |
| Кургатово       | ↘278 |
| Сальзигутово    | ↗266 |
| Мелекасово      | ↗259 |
| Бургаджино      | ↗249 |
| Буртаковка      | ↗248 |
| Куршалино       | ↘236 |
| Нижнее Тукбаево | ↘227 |
| Ишалино         | ↗223 |

| Еланыш         | ↘195 |
| Буранчино      | ↘191 |
| Степной        | ↘190 |
| Ключевой       | ↘180 |
| Каранаево      | ↘170 |
| Гумерово       | ↘166 |
| Ясиново        | ↗164 |
| Юлаево         | ↘158 |
| Тимиряково     | ↗118 |
| Тимирбаево     | ↘79  |
| Малокызылбаево | ↘75  |
| Ай             | ↘33  |
| Сосновка       | ↘22  |
| Верхнее Бобино | ↘8   |
| Жвакино        | ↘1   |

Населенные пункты преимущественно основаны башкирами-вотчинниками родов дуван, кошсо, упей, припущенниками из тептярей, мишар, татар, а также русскими.

### Изменения административно-территориального устройства
При восстановлении (14 января 1965 года) район состоял из следующих сельсоветов: Алегазовский сельсовет, Большеокинский сельсовет, Большеустьикинский сельсовет, Дуван-Мечетлинский сельсовет, Лемез-Тамакский сельсовет, Малоустьикинский сельсовет, Мещеровский сельсовет, Ростовский сельсовет. В этом же году был образован Юнусовский и Новомуслюмовский сельсоветы. Вернее Новомуслюмовский сельсовет был восстановлен. В 1985 году, выделением из Малоустьикинского, образован Азикеевский сельский совет. В 1987 году восстановлен Кургатовский сельский совет с выделением из Ростовского. В 1989 году образован Новояушевский сельский совет с выделением из Мещеровского. В 1996 году восстановлен Абдуллинский сельский совет с выделением из Большеокинского. 14 января 2003 года принято постановление Правительства РФ № 14, по которому утверждено переименование Мещеревского сельсовета в Новомещеровский. Согласно Закону Республики Башкортостан «Об изменениях в административно-территориальном устройстве Республики Башкортостан в связи с объединением отдельных сельсоветов и передачей населенных пунктов» от 19 ноября 2008 года, Большеустьикинский, Азикеевский и Новомуслюмовский сельсоветы были объединены в Большеустьикинский сельсовет с административным центром в селе Большеустьикинском.
| Дата фиксации        | Территория (км²) | Сельсоветов/поссоветов | Населенных пунктов |
| -------------------- | ---------------- | ---------------------- | ------------------ |
| 1 июня 1940 года     | 1717             | 15/1                   | 125                |
| 1 июня 1952 года     | 1556             | 13/1                   | 91                 |
| 1 января 1961 года   | 1543             | 8                      | 65                 |
| 1 января 1969 года   | 1557             | 10                     | 54                 |
| 1 июля 1972 года     | 1557             | 10                     | 52                 |
| 1 сентября 1981 года | 1557             | 10                     | 51                 |
| 1 января 1999 года   | 1557             | 14                     | 50                 |
| 19 ноября 2008 года  | 1557             | 12                     | 49                 |

Более полная информация о составе сельских советов в разные годы.
| Наименование с/совета          | 1935 | 1940 | 1952 | 1961 | 1969 | 1972 | 1981 | 1999 | 2008 |
| ------------------------------ | ---- | ---- | ---- | ---- | ---- | ---- | ---- | ---- | ---- |
| Абдрахимовский сельсовет       | +    | +    | +    | —    | —    | —    | —    | —    | —    |
| Абдуллинский сельсовет         | +    | +    | —    | —    | —    | —    | +    | +    | +    |
| Азикеевский сельсовет          | —    | —    | —    | —    | —    | —    | —    | +    | —    |
| Алегазовский сельсовет         | —    | —    | —    | +    | +    | +    | +    | +    | +    |
| Ариевский сельсовет            | +    | +    | —    | —    | —    | —    | —    | —    | —    |
| Больше-Кызылбаевский сельсовет | +    | +    | +    | —    | —    | —    | —    | —    | —    |
| Большеокинский сельсовет       | +    | +    | +    | +    | +    | +    | +    | +    | +    |
| Большеустьикинский сельсовет   | +    | +    | +    | +    | +    | +    | +    | +    | +    |
| Дуван-Мечетлинский сельсовет   | +    | +    | +    | +    | +    | +    | +    | +    | +    |
| Кургатовский сельсовет         | +    | +    | +    | —    | —    | —    | —    | +    | +    |
| Лемез-Тамакский сельсовет      | +    | +    | +    | +    | +    | +    | +    | +    | +    |
| Малоустьикинский сельсовет     | +    | +    | +    | +    | +    | +    | +    | +    | +    |
| Мелекасовский сельсовет        | +    | +    | +    | —    | —    | —    | —    | —    | —    |
| Месягутовский поссовет         | —    | +    | +    | —    | —    | —    | —    | —    | —    |
| Мещеровский сельсовет          | —    | +    | +    | +    | +    | +    | +    | +    | —    |
| Новомещеровский сельсовет      | —    | —    | —    | —    | —    | —    | —    | —    | +    |
| Ново-Мищагаровский сельсовет   | +    | —    | —    | —    | —    | —    | —    | —    | —    |
| Новомуслюмовский сельсовет     | +    | +    | +    | —    | +    | +    | +    | +    | —    |
| Новояушевский сельсовет        | —    | —    | —    | —    | —    | —    | —    | +    | +    |
| Ростовский сельсовет           | +    | +    | +    | +    | +    | +    | +    | +    | +    |
| Старо-Халиловский сельсовет    | +    | +    | —    | —    | —    | —    | —    | —    | —    |
| Юнусовский сельсовет           | —    | —    | —    | —    | +    | +    | +    | +    | +    |
| Яныбаевский сельсовет          | +    | —    | —    | —    | —    | —    | —    | —    | —    |

## Руководители района

### Председатели исполкома райсовета
- Вагапов Сабир Ахмедьянович: 1930—1931;
- Валеев Султан Галеевич: 1931—1934;
- Рыскулов (Шайхисламов) Габбас Шайхлисламович (1894—1937): 1934—1935;
- Риянов Мухамадия Риянович: 1935—1937;
- Абдеев Заки: 1937—1941;
- Мусин Шараф (Шарафутдин) Абзалович: 1938—1943;
- Галикеев Тимергалий Хуснуриалович: 1943—1945;
- Саляхов Фахерьян Саляхович: 1945—1950 (1957);
- Фахретдинов Юсупьян Фахретдинович: 1950—1952 (1951—1954);
- Фаткиев Мухаматнур Фаткиевич: 1954—1957;
- Абубакирова Фаузия Ахметсагитовна: 1957—1960;
- Фазлыев Шакир Фазлыевич: 1960—1963;
- Мигранов Анвар Низамович: 1965—1966;
- Байрамов Тимерьян Байрамович: 1966—1976;
- Кадиков Заки Нуриханович: 1976—1980;
- Амиров Наки Сабигиярович: 1980—1987;
- Крючков Анатолий Иванович: 1987—1991.

### Главы администраций района
- Камалов Атлас Закирович: 1991—1995;
- Мухутдинов Ильдар Хакимович: 1995—1999;
- Нигматуллин Юлай Мугинович: 1999—2005;
- Султанов Юнир Юнусович: 2005—2011;
- Могильников Иван Петрович: 2011—2016;
- Асадуллин Анис Касимович: с 2016 года.

### Первые секретари райкома ВКП(б) и КПСС
- Валеев Нурулла Гилязетдинович: 1930—1931;
- Гайфуллин Хасан Ахметович: 1931—1933;
- Янгиров Марван Янгирович: 1933—1937;
- Гильманов Суфьян Гильманович: 1939—1941;
- Ваисов Фарид Фатыхович: 1941—1943;
- Юлбарисов: 1943—1945;
- Галикеев Тимергалий Хуснуриалович: 1945—1950;
- Гильманов Суфьян Гильманович: 1950—1953;
- Вахитов Гафур Шакирович: 1953—1957;
- Якупов Гильман Гирфанович: 1957—1962;
- Хламушкин Николай Степанович: 1962—1964;
- Садретдинов Абрар Масалимович: 1964—1972;
- Фуфаев Анатолий Федорович: 1972—1980;
- Кадиков Заки Нуриханович: 1980—1983;
- Гиниатуллин Владислав Ахмадуллович: 1983—1990;
- Ахмадуллин Расул Мухаметьярович: 1990;
- Каримов Галимьян Тимербаевич: 1991.

## Почётный гражданин Мечетлинского района
Звание «Почётный гражданин Мечетлинского района» утвержено решением совета муниципального района Мечетлинский район 28.09.2005 года и присваивается гражданам за особые заслуги в развитии района, в трудовой деятельности и высокое профессиональное мастерство, активное участие в общественно-политической жизни района, пользующимся всеобщим уважением жителей района, прославившим район за его пределами. При присвоении вручается свидетельство и нагрудной знак.
| Фамилия, Имя, Отчество              | Год присвоения |
| ----------------------------------- | -------------- |
| Амиров Наки Сабигиярович            | 2005           |
| Курбанова Гафифа Магафуровна        | 2005           |
| Садретдинов Абрар Масалимович       | 2005           |
| Томилов Михаил Иванович             | 2005           |
| Фуфаев Анатолий Фёдорович           | 2005           |
| Дильмухаметова Зиля Кульмухаметовна | 2006           |
| Латыпов Куддус Канифович            | 2007           |
| Мухамедьярова Зиля Самиевна         | 2008           |
| Сафиуллин Габулхак Кашапович        | 2009           |
| Максимов Семён Ефимович             | 2010           |
| Исрафилов Рифкат Вакилович          | 2011           |
| Нажипов Адмас Исмагилович           | 2012           |
| Фомина Елизавета Владимировна       | 2012           |
| Якупов Ирек Жиганурович             | 2015           |
| Каев Фарит Галиханович              | 2017           |
| Ватолин Павел Леонидович            | 2021           |

## Известные жители и уроженцы
- Аллаяров, Ричард Хайруллович (5 мая 1927 — 5 ноября 1988) — нефтяник, буровой мастер, Почётный нефтяник СССР (1959), Герой Социалистического Труда (1959)[48][49].
- Вагапов, Сабир Ахмедьянович (10 мая 1904 — 13 августа 1993) — советский партийный и государственный деятель, первый секретарь Башкирского обкома КПСС (1946—1953)[50].
- Валеев, Ильяс Иштуганович (род. 25 января 1949) — доктор педагогических наук, профессор (1999), профессор (2010)[51].
- Валеева, Гульнур Юсупьяновна (род. 31 марта 1973) — журналистка, башкироязычная ведущая новостей Башкирского спутникового телевидения.
- Загафуранов, Файзрахман Загафуранович (10 октября 1913 — 5 сентября 1975) — государственный деятель РБ, Председатель Президиума Верховного Совета БАССР (1950—1967)[52][53].
- Зарипов, Айрат Янсурович (род. 12 октября 1962) — социолог, философ, доктор философских наук, профессор[54].
- Исрафилов, Рифкат Вакилович (род. 6 августа 1941) — советский российский актёр, театральный режиссёр, театральный педагог, Народный артист РСФСР (1989). Лауреат Государственной премии России (1995) и премии БАССР имени Салавата Юлаева. Заслуженный деятель искусств РСФСР, БАССР, Татарстана, Северной Осетии — Алании[55][56].
- Калимуллин, Барый Гибатович (10 апреля 1907 — 21 июля 1989) — советский архитектор, педагог, общественный деятель[57][58].
- Латыпов, Куддус Канифович (14 июля 1923 — 23 декабря 2016) — военный лётчик, полковник авиации, Герой Советского Союза[59][60].
- Лисовская, Наталья Венедиктовна (род. 16 июля 1962) — советская толкательница ядра, олимпийская чемпионка и трёхкратная чемпионка мира, действующая рекордсменка мира с 1987 года (22,63 м), Заслуженный мастер спорта СССР (1984)[61][62].
- Рашит Ахтари (6 января 1931 — 26 марта 1996) — башкирский поэт, член Союза писателей Башкирской АССР[63][64].
- Ринат Камал (род. 28 июня 1954) — башкирский писатель, член Союза писателей РБ, заслуженный работник культуры Республики Башкортостан, лауреат Государственной премии имени Салавата Юлаева (2010)[65][66].
- Хажиев, Ризван Закирханович (30 сентября 1939 — 27 октября 2013) — журналист, писатель, кандидат филологических наук (1987), заслуженный работник культуры РБ (1993), Член Союза журналистов СССР (1969), писателей РБ (1991) и РФ (1992)[67][68].
- Хасанова, Зилара Муллаяновна (род. 5 декабря 1935) — физиолог растений, член-корреспондент АН РБ (1995), доктор биологических наук (1992), профессор (1993), заслуженный деятель науки РБ (1997)[69].
- Ахмадуллин Вафа Мустафович (родился 22 февраля 1922 года в деревне Сулейманово Златоустовского уезда Уфимской губернии РСФСР (ныне Мечетлинского района Башкирии), в многодетной крестьянской семье). Активный участник Великой Отечественной войны и Словацкого национального восстания, легендарный командир партизанского отряда «Высокие Татры».[70]

## Достопримечательности
- Санаторий «Карагай» — низкогорный курорт лесной зоны, расположен в вековом сосновом бору на берегу водохранилища площадью 130 га в устье реки «Ик». Климатические условия характеризуются тёплым летом с преобладанием солнечной, сухой, временами жаркой погоды, зима — умеренно холодная, снежная. Основан в 1969 году как межколхозный санаторий «Сосновый бор»[71][72].